# United Natural Foods
United Natural Foods, abgekürzt UNFI, ist ein US-amerikanisches Einzelhandelsunternehmen mit Sitz in Providence (Rhode Island), welches auf naturbelassene und Bio-Lebensmittel spezialisiert und in den Vereinigten Staaten und Kanada aktiv ist. Im Geschäftsjahr 2020 betrug der Umsatz über 21 Milliarden US-Dollar.

## Geschäfte
UNFI wurde 1996 durch den Zusammenschluss der beiden regionalen Distributoren Mountain People’s Warehouse (gegründet 1976 für die westlichen USA) und Cornucopia Natural Foods (gegründet 1977 für die östlichen USA) gegründet und bildete den ersten Vertrieb von Naturprodukten mit nationaler Bedeutung. Seit 1996 haben sich andere regionale Händler mit UNFI zusammengeschlossen, um den Vertriebsstandort zu erweitern und UNFI zum größten Vertreiber von Naturprodukten zu machen.
Im Jahr 2011 unterzeichnete UNFI eine Vertriebsvereinbarung mit Safeway Inc. über den Vertrieb von nicht geschützten Natur-, Bio- und Spezialprodukten. Diese Vereinbarung wurde von Safeway im Juli 2015 gekündigt, was zu einem Rückgang des Aktienkurses und zwei Entlassungsrunden führte, die ersten in der Geschichte des Unternehmens.
2018 übernahm United Natural Foods Supervalu für ca. 2,9 Milliarden US-Dollar.